# Taizō Ichinose
Taizō Ichinose (一ノ瀬 泰造?, Ichinose Taizō; Takeo, 1º novembre 1947 – Siem Reap, 29 novembre 1973) è stato un fotografo giapponese.

## Biografia
Ichinose si è diplomato alla Takeo Highschool. Quando era uno studente liceale, giocava baseball e ha partecipato al Koshien (un famoso competizione di baseball per studenti di liceo in Giappone). Si è laureato in arte presso Università Nihon.
Ha lavorato con la United Press International e si è specializzato nelle fotografie per i reportage di guerra.
Nel marzo del 1972, è partito per la Cambogia, dove, all'età di 26 anni, è stato ucciso dai componenti del Partito Comunista di Kampuchea, i Khmer rossi, vicino a Siem Reap.